# 大庭景宗
大庭 景宗（おおば かげむね）は、平安時代後期の相模国の武将。平良文の末裔である鎌倉景正の流れを汲む大庭氏の一族（景宗は景正の孫にあたる）。
家系については、『尊卑分脈』に景正 ― 景経 ― 景忠 ― 景義、弟景親と見え、三浦系図には鎌倉景政の父景成の兄景村 ― 景明 ― 景宗 ― 景義 ― 景親、弟景久。
諸家系図纂には景成 ― 景正 ― 景経 ― 景忠 ― 景能（景義）とある。

## 生涯

### 大庭塚
現在JR平塚駅北口から平塚伊勢原線を北に上がって行くと東海道新幹線高架手前の住所豊田本郷に大庭景宗の墓所（墳墓）と吾妻鏡（東鏡）に記された史跡が残っている。
ここ豊田荘は豊田次郎(五郎)景俊の領地であり、大庭塚はその父大庭景宗公の墓所であり吾妻鏡には文治4年(1188)11月27日景能が父景宗の墳墓ありと説明板にあり、
更に吾妻鏡には群盗が来て副葬品などが盗掘にあったと書かれている。
その為か今現在確認出来る遺構は五輪塔跡2基と石塊のみである。

## 画像集

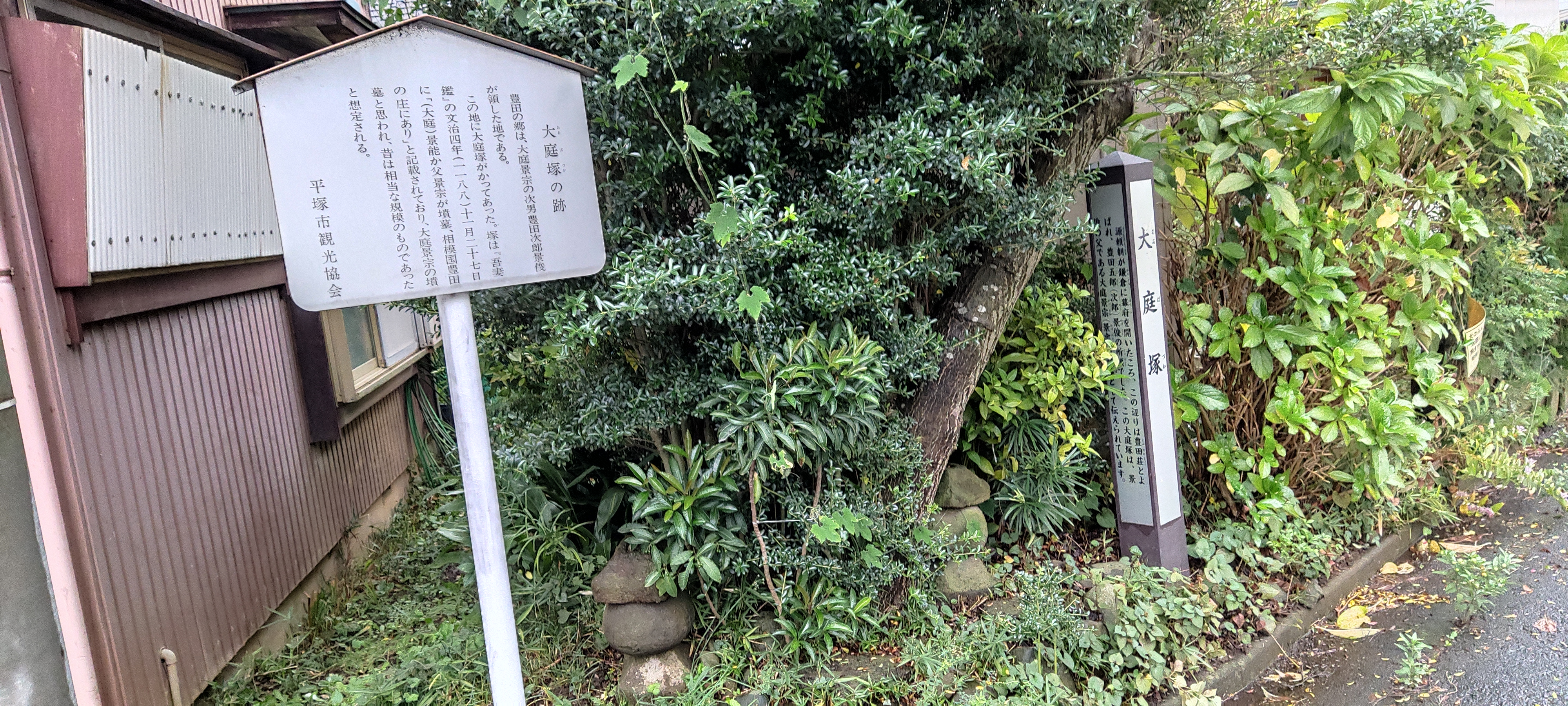
大庭塚（平塚市）（神奈川県平塚市豊田本郷1528）
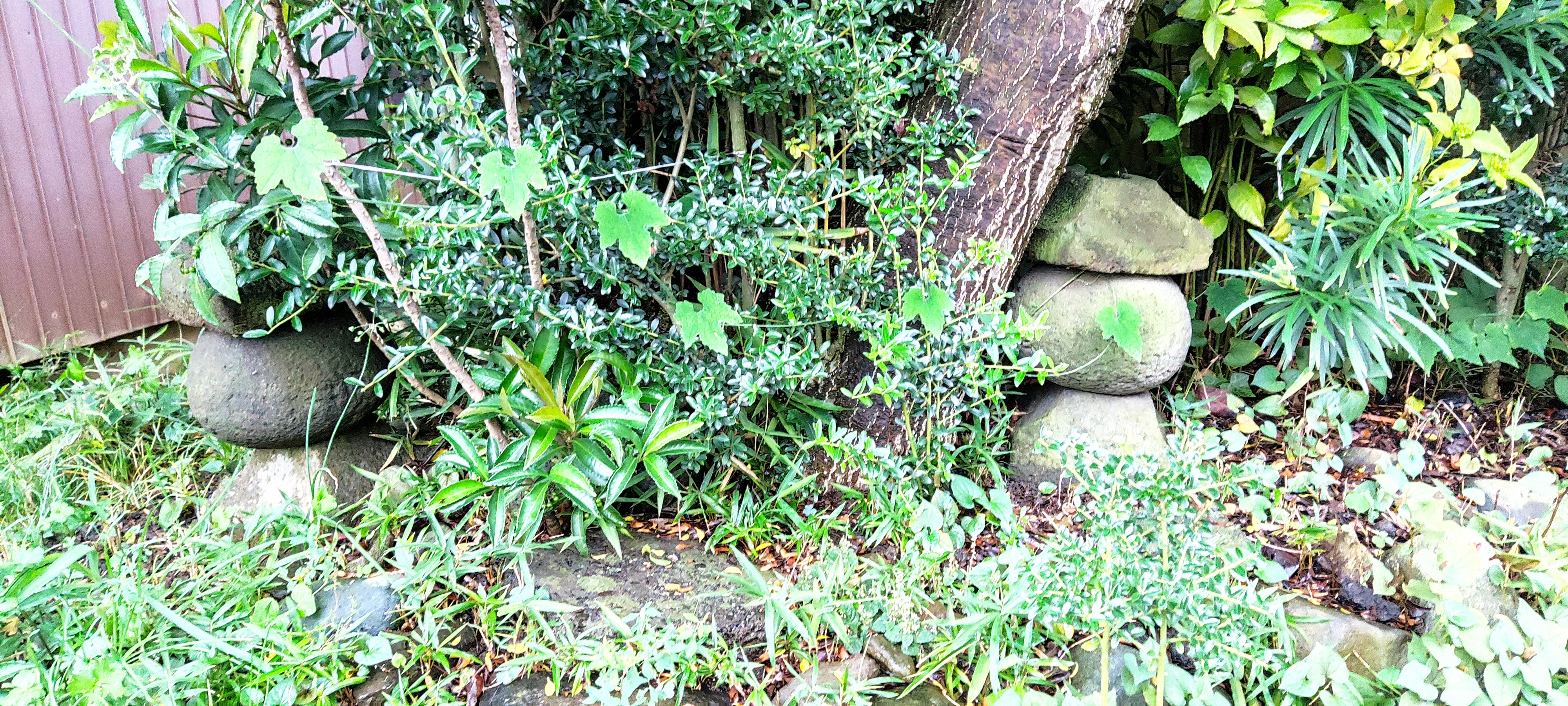
大庭塚（平塚市）遺構（主に五輪塔跡2基、石塊）
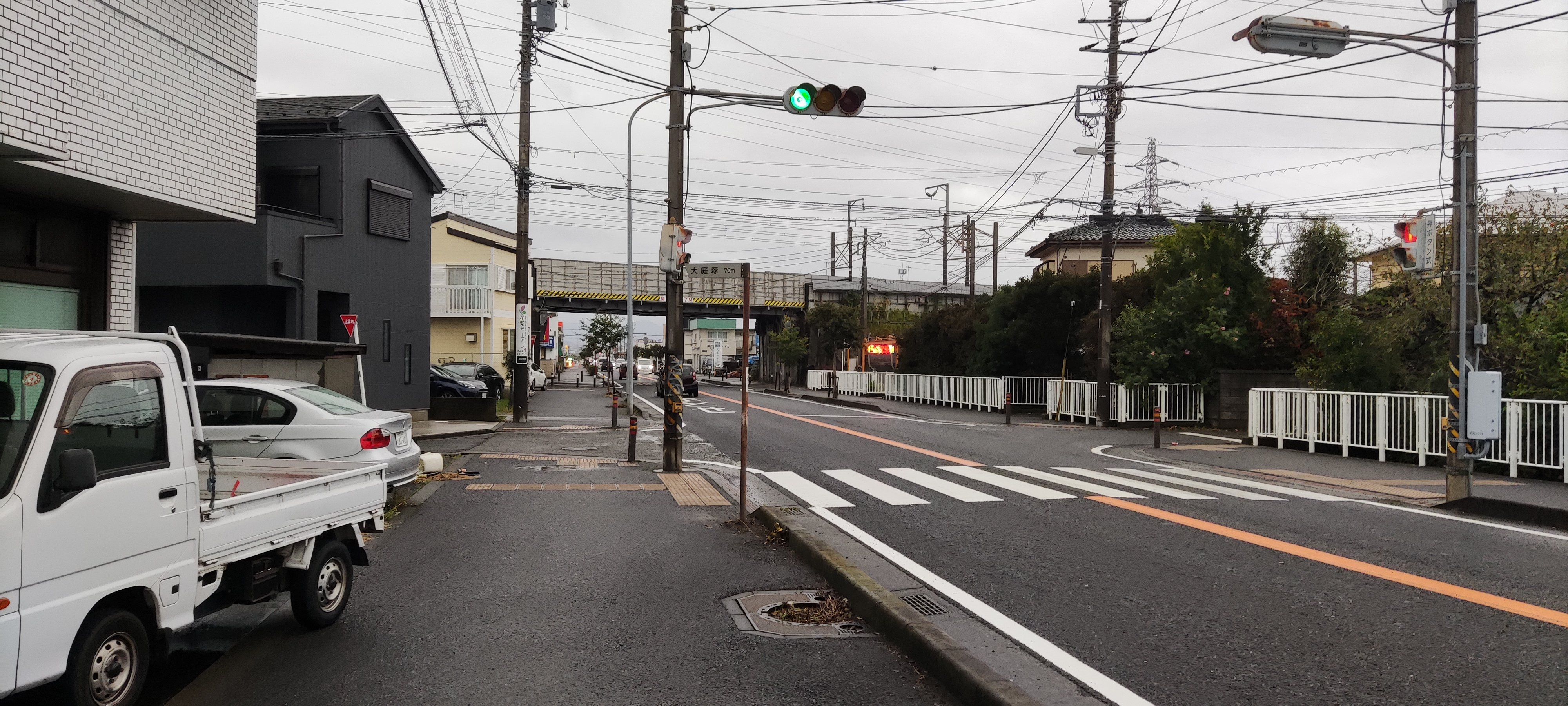
大庭塚（平塚市）70m標識（JR平塚駅方面から東海道新幹線高架手前）